# Guardia de Rojas

Partido de Rojas

La Guardia de Rojas, o de San Francisco de Rojas, fue un puesto fortificado que integró la línea de defensa del territorio de Buenos Aires en su frontera con el indio. Ubicado en el actual Partido de Rojas dio origen a su cabecera, la ciudad de Rojas.

## Antecedentes
Hacia 1735 las invasiones de pampas, aucas chilenos y serranos comenzaron a ser más frecuentes y las expediciones resultaban ineficaces pues los indios ganaban rápidamente el desierto y las fuerzas que los perseguían iban mal montadas y pertrechadas, desconociendo el territorio pampeano.
Tras los grandes malones de 1740 (Luján y La Matanza) y 1741 (Luján) se firmó un tratado con el cacique Cangapol para asegurar la frontera establecida en el río Salado (Buenos Aires), pero era una solución provisoria: el 28 de julio de 1744 200 pehuenches chilenos atacaron Cañada de la Cruz y Luján. El 26 de septiembre de ese año, el Cabildo de Buenos Aires aprobó un proyecto presentado por Julio de Eguía para aumentar el número de fortines que serían cubiertos por milicianos pagados a ración, pero no especificaba sus ubicaciones.
Al año siguiente el maestre de campo Juan de San Martín y Gutiérrez desplegó milicianos en los puntos más favorables de cada partido de la frontera, fundando en 1745 la Guardia del Zanjón, un asentamiento en el pago de Las Conchas y otro en los pagos de la Matanza (Guardia Puesto de López) al que se agregaría luego el Fuerte de Pergamino (1749).
Para 1750 la dura vida, la falta de pago, armamento y víveres había hecho desertar a los milicianos y la frontera, dividida entonces en tres zonas, Salto, Luján y Magdalena, quedaba nuevamente desguarnecida.
Para 1752 una serie de malones impulsó al Cabildo de Buenos Aires a proponer un avance de la línea de fronteras militares, siguiendo el avance de hecho de la población de campaña y permitiendo dejar territorio a retaguardia, y a crear tres compañías de milicias, llamadas Blandengues de Buenos Aires. Los fuertes se ubicarían uno sobre las nacientes del río Salto (Fuerte de Salto), que se convertiría en avanzada del fuerte de Arrecifes, en Laguna Brava (Guardia de Luján o Fuerte San José de Luján, actual Mercedes) como puesto avanzado del fuerte de Luján y en la laguna de Lobos (Fortín Lobos).

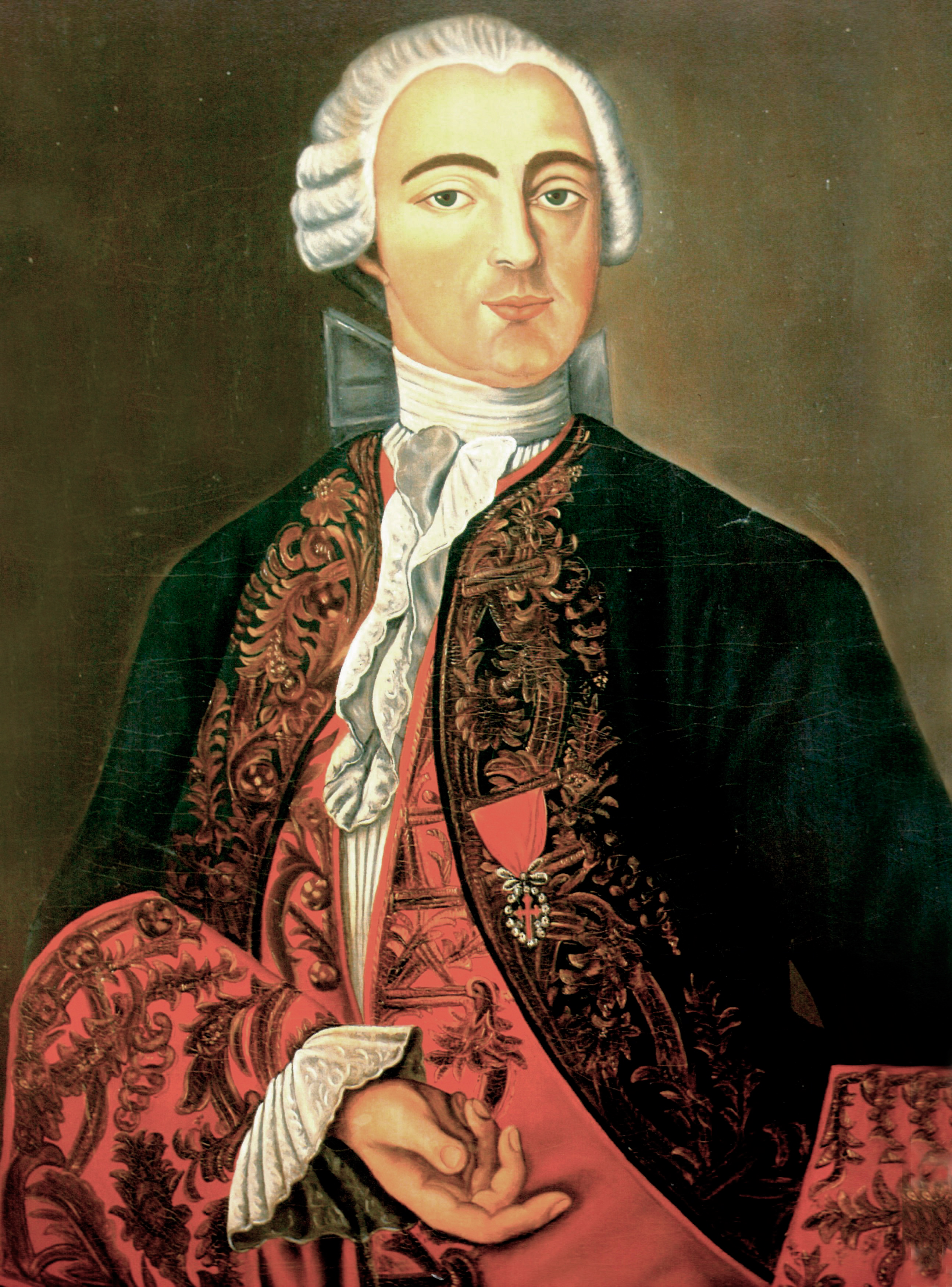
Pedro de Cevallos.

Después de una fuerte invasión realizada en enero de 1777, Pedro de Cevallos quien asumía el gobierno del nuevo Virreinato del Río de la Plata, envió instrucciones al Cabildo para que estableciera guardias en lugares estratégicos para poner inmediato remedio a las invasiones de los indios. El 2 de julio de 1777 se reunió a esos efectos el Cabildo. El maestre de campo Manuel de Pinazo, que asistía a la reunión, propuso que las guardias establecidas al norte del Salado, fueran trasladadas a la banda sur y colocadas en la laguna de los Camarones (la del Zanjón), los manantiales de Casco (la de Luján) y en laguna del Carpincho (el fuerte de Salto). De las otras cuatro guardias mantenidas por los milicianos "a ración y sin sueldo", proponía dejar solo dos, la de la Matanza (llevándola al arroyo de Las Flores), y la de Las Conchas (trasladada a la Laguna del Trigo).
Mientras el Cabildo debate la propuesta, en octubre de 1777 el teniente Diego de Salas ordenó al sargento mayor del Pago de los Arrecifes Diego Trillo que con tropas de Salto procediera a la instalación de un fuerte en el paraje de Rojas, diez leguas adelante de su posición, pero falto de hombres no llegó a concretarla y el 19 de octubre un nuevo malón obligó a converger en Rojas tropas de Salto y Pergamino, que efectuaron sin resultado una entrada de 400 km.
En noviembre numerosas partidas de indios de lanza se concentraron en arroyo Dulce y laguna de Melincué con intención de atacar Areco, Salto y Pergamino. Pese a ser época de cosechas, la población se replegó sobre los fuertes.
Finalmente, el 20 de diciembre de 1777 habiendo llegado a la zona con 30 hombres y el material traído desde Pergamino y Buenos Aires, Trillo levantó el fortín, una simple empalizada de palo a pique de ñandubay, sobre la margen derecha del arroyo en el paraje conocido como La Horqueta de Rojas, en el ángulo oeste de la confluencia del río Rojas y su afluente el Arroyo Saladillo de la Vuelta. Para el 3 de enero estaban concluidos el alojamiento para la tropa y el del oficial (ranchos techados con paja), un pozo de balde, un mangrullo y un corral. Faltos de madera, la cocina y el local de guardia debieron esperar. El fortín contaba con un foso y montaba cuatro pequeños cañones, uno por lado.
Para ese entonces, Cevallos había optado por una solución radical y solicitado a la Corte autorización para preparar una ofensiva general sobre toda la extensión de la frontera con un ejército de 10 o 12 mil hombres que reuniría las milicias de las provincias de Buenos Aires, Córdoba, San Luis, Mendoza y algunos de Santiago del Estero.

## Línea de fortines de 1779 (Vértiz)
En febrero de 1778 se hizo cargo del puesto el alférez Juan José Díaz, con 8 soldados de la guardia de Lujan y 4 de la de Salto. Para abril de ese año había 7 dragones, 2 artilleros y 19 milicianos y poco después se hacía cargo del mando el teniente de dragones Esteban Ludueña sumando una corta tropa compuesta de un sargento, un cabo y 8 dragones.
La autorización real para llevar la ofensiva propuesta por Cevallos llegó ese año, en momentos en que Juan José de Vértiz y Salcedo (1778-1784), tomaba a su cargo el Virreinato. El 10 de septiembre de 1778 una nueva junta de guerra que integraba Pinazo se opuso al proyecto de Cevallos arguyendo la imposibilidad de levantar y mantener un ejército tan numeroso y volviendo a proponer el traslado de las guardias al sur del Salado.
Antes de decidir, Vértiz encargó al teniente coronel Francisco Betbezé realizar un reconocimiento de los lugares que ocupaban los fortines y de las zonas señaladas para el traslado.
Betzabé, acompañado por Juan Joseph de Sarmiento, Nicolás de la Quintana y Pedro Nicolás Escribano inició su expedición al otro lado del Salado. La comisión arribo al emplazamiento de Rojas el 31 de marzo de 1799 y observó que el mismo estaba en pésimas condiciones
El 12 de abril de 1779 presentó su informe aconsejando dejar en su lugar los fuertes y fortines en razón de que había todavía mucho campo sin cultivar a su retaguardia de la línea de frontera lo que no justificaba un avance y concluía por recomendar que "Si se determinare (como lo creo importante útil y conveniente y aun necesario por ahora) subsistan las guardias de la frontera donde actualmente se hallan, o inmediaciones que dejo insinuadas, gradúo indispensable construir un reducto junto a la laguna de los Ranchos entre el Zanjón o Vitel y el Monte; regularizar la mayor parte de los fuertes, que están en disposiciones despreciables, y construir algunos a las inmediaciones indicadas de los que se hayan de mudar; de forma que los de Vitel, Monte, Luján, Salto y Rojas, sean guardias principales y residencias o cuarteles de cinco indispensables compañías de blandengues, y el proyectado en los Ranchos con los de Lobos, Navarro y Areco, sirvan de fortines con una pequeña guarnición, para estrechar las avenidas y facilitar el diario reconocimiento del campo comprendido en el cordón y su respectivo frente".
Respecto de Rojas, sugirió que se mudara su emplazamiento al otro lado del arroyo, en el que sería asentamiento definitivo de la ciudad, zona de la actual Escuela N.º 1, sobre una altura donde cumpliría mejor su función.
En mayo de 1779, llegó a la nueva ubicación el Capitán Juan Antonio Hernández comandante de la guardia de "Salto con un sargento, 10 hombres y 16 trabajadores pardos y los materiales recogidos en Pergamino".
El 1 de junio de 1779 Vértiz dio su aprobación al proyecto Betzabé, variando solo el lugar de traslado del Zanjón al elegir en vez de la laguna de Vitel la de Chascomús. Cada una de las cinco compañías de blandengues constaría de sólo 54 soldados.
Hernández, informó el 11 de junio que "teniendo la mitad de la construcción hecha en la noche habían fugado los trabajadores pardos por lo que solicitaba se le enviaran desertores a cargo del Sargento Mayor del partido a fin de concluir con los trabajos".
El 22 de junio de 1779 el fuerte estaba guarnecido por la 5.ª. Compañía de Blandengues al mando de Capitán Hernández, contando con 1 alférez,2 sargentos, 4 cabos 1tambor, 2 baqueanos, y 39 soldados.
En agosto de 1780 una gran invasión indígena del cacique Linco Pagni que alcanzó Chascomús y Luján provocó un inesperado cambio en la política defensiva de la frontera sur del Virreinato. El responsable de proponer un nuevo programa de acción fue Juan José Sardén, nuevo Comandante de Fronteras en reemplazo de Pinazo, quien había tenido un destacado desempeño en la frontera norte de Buenos Aires.
Sardén propuso que la laguna de Los Ranchos fuera también guarnecida con una compañía de blandengues y "aumentar el Cuerpo de Blandengues hasta el número de seiscientos, repartidos por seis Compañías" que se establecerían una en Chascomús, otra en Monte, dos en Luján, una en Salto, y otra en Rojas. Especificaba la composición de dichas unidades e incluso el sueldo de sus integrantes y recomendaba utilizar para su financiamiento el Ramo de Guerra de la ciudad de Buenos Aires y de ser preciso "echar mano del de Cruzadas y Cautivos, como lo hizo el Excelentísimo Señor virrey de Lima en atención que estas tropas hacen continuamente la Guerra contra unos infieles irreconciliables, imposibles de reducirlos al Santo Evangelio".
El Capitán de navío Félix de Azara en su reconocimiento de las Guardias y Fortines de la Frontera relataría en 1796: 	"Como los bárbaros recibían continuamente reclutas voluntarias de Chile, se hizo necesario aumentar el número de compañías, y el de sus plazas ó individuos; y para pagarlas, se impuso el ramo de guerra que aprobó el Rey en 7 de septiembre de 1760. También se alteró el plan de defensa, porque de errantes y lanzeros que eran los blandengues, se fijaron en varios puntos, ó guardias, repartidas por la frontera y se armaron como dragones sirviendo en caballos propios. Apenas se hubo entablado esto, cuando los hacendados y el Ilustre Ayuntamiento solicitaron que dichas guardias se avanzasen á determinados puntos ó parages, que se hicieron reconocer, pero los dictámenes ó informes fueron siempre tan varios y opuestos como las pasiones ó modos de pensar de sus autores, y redugeron algunos puestos y adelantaron otros."
En 1780 el Capitán Hernández informaba al Virrey que las obras estaban muy avanzadas, habiendo concluido las habitaciones que estaban techadas y sus paredes revocadas en el interior y exterior, y se estaban construyendo los baluartes y los cimientos de la Iglesia.
La nueva línea de fortificaciones quedó concluida en 1781 y constaba del fuerte de Salto, el Fuerte San José de Luján, el Fuerte San Juan Bautista de Chascomús, el Fuerte de Monte, el fuerte San Francisco de Rojas, el fortín Lobos, el Fortín Nuestra Señora del Pilar de los Ranchos, Fortín Navarro, Fortín San Claudio de Areco, Fortín de las Mercedes y Fortín Melincué. Los fuertes fueron ocupados por los blandengues, y los fortines por 12 milicianos "a ración y sin sueldo", con la misión principal de detectar brechas y avances de exploradores y facilitar la aproximación, comunicación y enlace entre los fuertes, por cuanto se hallaban separados entre 70 y 100 km: esas posiciones debían defender una línea cuya longitud total alcanzaba los 330 km.
El Virrey Vértiz en su Memoria de Gobierno detalla que mandó " que a toda diligencia se acopiasen materiales, albañiles, y se construyesen de nuevo todos los antiguos fuertes, por no hallarse ninguno en estado de defensa, y se aumentasen los que se comprendían en la nueva planta, como se practicó por un método uniforme y sólido con buenas estacadas de Andubay, anchos y profundos fosos, rastrillo y puente levadizo, con baluartes para colocar la artillería y mayor capacidad en sus habitaciones y oficinas, en que comprende un pequeño almacén de pólvora, y otro para depósito de armas y municiones, con terreno suficiente por toda la circunferencia para depositar caballada entre el foso y estacada (…) En cada fuerte mandé poner una compañía de dotación compuesta de un capitán, un teniente, un alférez, un capellán, cuatro sargentos, ocho cabos, dos baqueanos, un tambor, ochenta y cinco plazas de blandengues, su total cien plazas, con uniforme propio para la fatiga del campo, armados con carabina, dos pistolas y espada, con lo que ejercitados de continuo en el fuego así a pie, como a caballo al paso, al trote y galope con subordinación, policía y gobierno interior, a cargo de un comandante subinspector de toda la frontera con dos ayudantes mayores colocados a la derecha, izquierda y centro de ella con una dilatada instrucción, adiciones y órdenes particulares, se ha logrado poner este cuerpo en estado respetable para algo más que indios".
El "Reglamento de las Compañías de Cavallería Provincial de las Fronteras de Buenos Aires, y de las raciones con que debe asistirse a las Milicias y Presidiarios" del 28 de junio de 1779 especificaba los sueldos correspondientes: el capitán	50 pesos mensuales, el alférez 25, el capellán 20, los sargentos 14, los cabos 11, el tambor 10, el baqueano 12 y los soldados solo 10. Debían subsistir y mantener a su costa el uniforme y los caballos necesarios. Los presos eran usados como trabajadores bajo el régimen carcelario para el arreglo y mejoramiento de los fuertes.
La ración mensual por individuo, según informe del oficial real Martín José de Altolaguirre del 9 de octubre, consistía en bizcochos, yerba, sal yodada, harina, tabaco, carne y leña, por un total de 20,24 pesos.
En 1781 el teniente de Blandengues Antonio de Olavarría informó al Virrey, que estaba al mando del fuerte con un oficial y 50 hombres, por disposición del Comandante de Fronteras Francisco Balcarce.
En marzo del mismo año el capitán Hernández informa al Virrey que habiendo recibido 1 cabo y 6 hombres del fuerte de Salto, y sumado a un sargento y otros seis soldados marcharía al fuerte Melincue.
En 1801 Rojas es ya mencionada como Partido y contaba con una población de 740 habitantes. El 16 de septiembre de 1816 un huracán destruyó el fuerte y el poblado anexo. En 1822 fue nombrado Gabriel Carrasco como primer Juez de Paz del partido. En 1828 se construyó un nuevo Fuerte, el tercero, en terrenos que hoy ocupa el Parque General Alvear, pero el alejamiento de la frontera le restó pronto toda utilidad en la defensa contra el indio.